# Paramerina dolosa
Paramerina dolosa är en tvåvingeart som först beskrevs av Oskar Augustus Johannsen 1931.  Paramerina dolosa ingår i släktet Paramerina och familjen fjädermyggor. Inga underarter finns listade i Catalogue of Life.